# (33076) 1997 WM24
1997 WM24 (asteroide 33076) é um asteroide da cintura principal. Possui uma excentricidade de 0.17308180 e uma inclinação de 6.17921º.
Este asteroide foi descoberto no dia 28 de novembro de 1997 por Spacewatch em Kitt Peak.